# Membracis consobrina
Membracis consobrina är en insektsart som beskrevs av Costa. Membracis consobrina ingår i släktet Membracis och familjen hornstritar. Inga underarter finns listade i Catalogue of Life.